# 거스 더전
거스 더전(영어: Gus Dudgeon, 1942년 9월 30일 ~ 2002년 7월 21일)은 영국의 음악 프로듀서이다.
엘튼 존의 정규 음반 2집 《Elton John》부터 11집 《Blue Moves》까지의 프로듀싱을 맡아 엘튼 존의 전성기에 공헌했다. 이후 엘튼 존과의 작업을 중단했다가, 19집 《Ice on Fire》와 20집 《Leather Jackets》의 작업을 맡았다.
2002년 M4 고속도로(M4 motorway)의 레딩과 메이든헤드 사이 지점에서 자동차 사고로 사망했다.